# علم النباتات النجمية
علم النباتات النجمية هو دراسة العائلة النباتية المعروفة باسم عباد الشمس (وتسمى أيضًا العائلة المركبة). ويشير اسم المجال إلى المئبر الملتحم الموجود في أفراد هذه العائلة، وتعود هذه التسمية إلى الاسم الفرنسي القديم، synantherées, الذي كان يُستخدم للإشارة إلى هذه العائلة.
على الرغم من أنه تم وصف العديد من نباتات العائلة النجمية للمجتمع الأوروبي على الأقل منذ زمن ثيوفراستوس، إلا أنه قد تم نشر تنظيم العائلة في قبائل، والذي ظل مستقرًا إلى حد كبير خلال القرن العشرين، في عام 1873 من جانب جورج بنثام.
في مقال في عام 1970 بعنوان "علم النباتات النجمية الجديد"، دعا هارولد إي روبنسون إلى مزيد من الاهتمام بالتركيب الميكروسكوبي الدقيق (تم البحث باستخدام ميكروسكوب ضوئي مركب). ولم يكن الأول، حيث قسم ألكسندر دي كازيني وغيره الذين كانوا ينتمون إلى القرن 19، الأنواع على أساس التمييز الدقيق من حيث التركيب المجهري، وهو اتجاه وجده بنثام مفرطًا.
هذا ويشتمل علماء النباتات النجمية في الولايات المتحدة على:
- تي إم باركلي
- في إيه فونك
- دي جيه كايل
- آر إم كنج
- هارولد إي روبنسون
- جيه إيه سول
- تي إف ستيوسي
- بيلي لي تيرنر سر